# Drong Hill
Der Drong Hill  (englisch; bulgarisch хълм Дронг chalm Drong) ist ein 179 m hoher und felsiger Doppelhügel auf der Livingston-Insel im Archipel der Südlichen Shetlandinseln. Er ragt 0,55 km ostsüdöstlich des Essex Point, 1,52 km westlich des Voyteh Point und 0,6 km nordöstlich des Kardzhali Point am nordwestlichen Ausläufer der Dospey Heights auf.
Spanische Wissenschaftler kartierten ihn 1992, bulgarische im Jahr 2009. Die bulgarische Kommission für Antarktische Geographische Namen benannte ihn 2010 protobulgarischen Herrscher Drong im 6. Jahrhundert.